# Stronglight
Stronglight est un équipementier français de l'industrie du cycle installé à Saint-Étienne (Loire), spécialisé dans les métiers de la forge, du découpage et de l'usinage des métaux. Ses produits phares sont les plateaux, les pédaliers, les jeux de direction et les boîtiers de pédalier. L'entreprise a développé récemment un pôle plasturgie pour la fabrication de garde-boue.

## Histoire
Achille Haubtmann fonde en 1906, à la Digonnière, près de Saint-Étienne, une usine de pédaliers et pédales. Cet ingénieur né en 1861 à Altkirch (Haut-Rhin) et qui a séjourné aux États-Unis, a rejoint la région de Saint-Étienne à la suite de son mariage.
L’usine fabrique d’abord des pédaliers sous licence Williams et va peu à peu développer l’ensemble des techniques nécessaires à la fabrication de ce composant (refoulage, taillage...).
L’entreprise se développe et diversifie sa production en proposant manivelles, jeux de pédalier, jeux de direction (ces deux dernières orientations sont abandonnées lors de la crise des années 1956-59).
À la fin des années 1920, les Ets Haubtmann, SARL au capital de 1 000 000 de francs, désormais installés au 74 rue de Monteil à Saint-Étienne, emploient 130 ouvriers et ont créé environ 400 modèles de plateaux et pédaliers.
Parallèlement, les Ets Vérot-Perrin implantés à La Fabrique, à Boën-sur-Lignon, produisent dans les années 1920 des pédaliers en acier, sous la marque « Strong ». Depuis quelques années, les fabricants cherchent à produire un pédalier en aluminium, matériau plus léger mais plus fragile que l’acier, et sont confrontés à des problèmes de casse. Louis Vérot développe alors, après de nombreux essais un pédalier en dural qui sera utilisé en 1931 par Binda et Girardengo sur le Milan-San Remo, avec succès. La même année, pour distinguer ce pédalier de sa gamme acier « Strong », les Ets Vérot créent la marque « Stronglight » sous laquelle est commercialisé le nouveau pédalier en dural comportant sa fixation caractéristique à 5 vis en BCD 50,4 mm. Les publicités de l’époque vantent un gain de 500 g par rapport à un modèle acier. Les pédaliers aciers à clavettes et à trois branches restent au catalogue sous la marque Cyclotourist.
En 1935, les Ets Louis Vérot emménagent au 51 avenue de Rochetaillée à Saint-Étienne. La même année, Jean Aerts devient champion du monde cycliste sur route avec un pédalier Stronglight. La marque qui produit 200 000 plateaux par an complète sa gamme avec des jeux de direction et des jeux de pédalier (250 000 paires par an). Elle ne propose toutefois qu’une gamme limitée de taille de plateaux, ce qui laissera le champ libre à d’autres fabricants pour proposer leurs propres plateaux dural compatibles avec les pédaliers Stronglight (Rosa propose ainsi un triple plateau dans les années 1930 et, à la fin des années 1940, Spécialités T.A. commencera son activité en proposant des plateaux compatibles Stronglight).
En réponse, les Ets Haubtmann, qui produisent sous la marque « Stiff » des pédaliers acier, lancent en 1933 le « Stiff light », constitué d’un plateau alu monté sur pédalier acier. Haubtmann produit 450 000 plateaux (on parle alors de « pignons ou roues dentées de pédaliers ») au cours de la saison 1936-1937. L’entreprise est reprise par Henri, le fils d’Achille Haubtmann, et les locaux sont transférés dans le quartier du Soleil. Pendant la guerre, Henri s'engagera dans la Résistance aux côtés de Louis Neltner.
De leur côté, en 1949, Vérot-Perrin sortent sous la marque Stronglight le pédalier 49D, évolution du modèle 49 avec les branches du plateau en forme d’étoile et qui sera produit jusque dans les années 1980.
Henri Haubtmann meurt en 1956 au cours d’une expédition dans le mont Blanc. Son frère cadet, Joseph, reprend alors l’entreprise. Le début des années 1970 marque l’entrée dans une grande phase d’investissements et d’absorptions : après l'échec d'une tentative d'accord avec les Ets Peyrard de l'Horme, les Ets Haubtmann, qui commercialisent notamment la marque Solida, prennent le contrôle des Ets Vérot et Perrin (Stronglight) qui ont échoué, malgré des investissements importants, à mettre au point une machine à polir les manivelles. Haubtmann absorbe aussi « Les Fils de P. Limouzin » en 1970 afin de se doter de bâtiments et surtout d'une ligne de forge à chaud supplémentaires. Il réorganise aussi sa chaîne de production: les fabrications dural sont alors transférées aux ateliers de Monistrol-sur-Loire (qui passent de 48 salariés en 1970 à 130 en 1973) et la fabrication acier est concentrée à Saint-Étienne, qui conserve la production de pignons, dans les nouveaux ateliers du boulevard Fauriat.

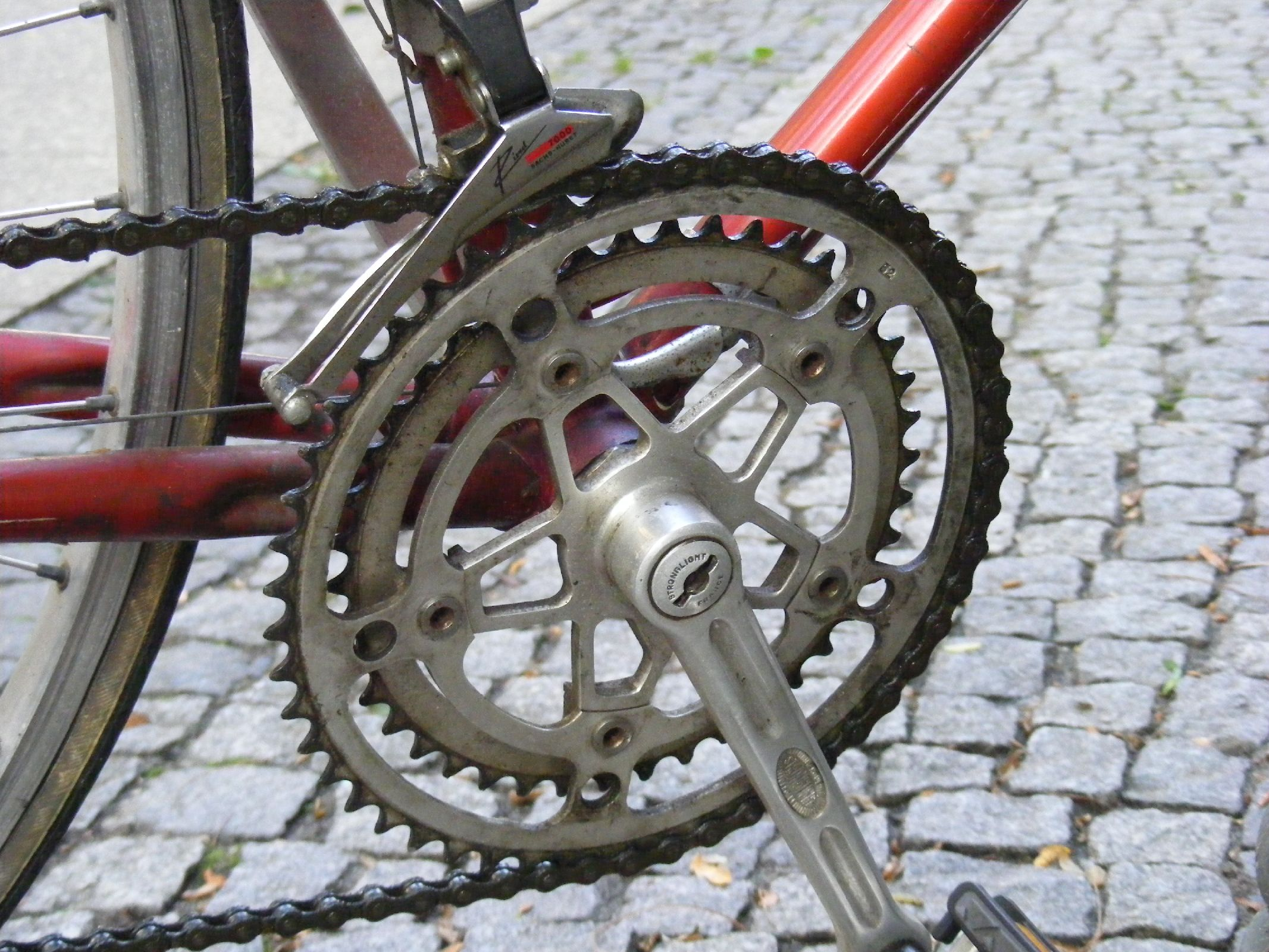
Pédalier Stronglight 63.

En échange de 25 % des parts de son capital social, l’entreprise fait l’acquisition auprès de la société allemande Thun d’un brevet qui permet le refoulage à froid des manivelles. Le procédé légèrement plus coûteux au niveau de l'usinage entraîne une économie de 90 à 95 % sur le polissage qui entre pour 20 % dans le prix de revient. La main-d'œuvre passe ainsi de 228 à 195 salariés pour les ateliers stéphanois (Haubtmann continue toutefois à employer les vieux ouvriers ou fils d'anciens ouvriers de l'atelier de polissage d'Usson-en-Forez — 10 personnes, plus 4 polisseurs à domicile — et continue à utiliser à Saint-Étienne les services d'un façonnier polisseur), tandis que les locaux s’agrandissent pour accueillir les nouveaux équipements : aux 5 600 m2 initiaux viennent s'ajouter, en 1971, 4 000 m2 supplémentaires.
Haubtmann fait par ailleurs l’acquisition d'une nouvelle machine italienne capable d'usiner huit manivelles à la fois et d'une chaîne de nickelage à palan programmé. L’entreprise se dote enfin de cinq ingénieurs (dont deux ingénieurs stagiaires de l'E.N.I.S.E.) et d'un technicien de l'I.U.T.
Le chiffre d'affaires hors taxes de l'entreprise passe ainsi de 11,2 millions de francs en 1971 à 17,1 en 1972. Avec leurs filiales, les Ets Haubtmann emploient 360 salariés et constituent le deuxième producteur européen de manivelles derrière Thun et les installations en cours leur permettront encore d'augmenter leur capacité de production d'environ 40 %.
En 1988, Haubtmann élargit son éventail de produits de base dans l'espoir de constituer un groupe comprenant pédaliers, boîtiers de pédaliers, jeux de direction, moyeux et roues libres.
Cependant, l'entreprise qui comptait 300 salariés en 1991 a vu, sous l'effet notamment de la concurrence asiatique, son chiffre d'affaires reculer de 156 millions de francs en 1990 à 84 millions en 1992, tandis que le résultat passait de 12 millions en positif à 2 millions en négatif. Haubtmann-Stronglight est mis en liquidation judiciaire en 1993.
Une nouvelle structure reprend le nom de Stronglight et permet de conserver une soixantaine d’emplois. Elle est rachetée en 1997 par Ircos qui, grâce aux compétences du groupe (Sachs et l’ancienne usine Huret), permet à Stronglight de lancer son propre dérailleur et ses moyeux. À la suite de la faillite d'Ircos, Stronglight (qui a affiché 4,27 millions d'euros de chiffre d'affaires) est racheté en 2001 par le fabricant de pompes à vélo Zéfal qui arrête la fabrication du dérailleur et des moyeux.
En 2003, Stronglight, qui a acheté la société Hurrycat, compte 55 salariés et fait 80 % de son CA de 4,8 millions d’euros à l’export.
En 2009, à la suite des difficultés financières de Zéfal, Stronglight est racheté par Joël Glotin (le propre directeur général de Zéfal) qui crée un pôle de composants en matière plastique en reprenant les équipements de Canyon (qui appartenait à Zéfal) ainsi qu’un outil de fabrication de fonds de jante en plastique extrudé développé par Michelin. Ce secteur représente un tiers du CA de 3,3 millions d’euros et permet un retour à l'équilibre.
Le 4 février 2015, la société est placée en redressement judiciaire mais elle obtient le 23 décembre la signature d'un plan de continuation.

## Production
Stronglight produit :
- Plateaux
- Pédaliers
- Boîtiers de pédalier
- Garde-boue

### Source
- (fr) la gamme des pédaliers Stronglight dans le temps